# Love Notes
『Love Notes』（ラヴ・ノーツ）は、2001年6月6日に発売されたゴスペラーズの企画アルバム。

## 概要
- 「永遠に」「ひとり」のヒットを受けて発売されたラブソング・コレクション。
- 初のオリコン1位獲得、そして初のミリオンセールスを記録した。
- 第16回日本ゴールドディスク大賞（ポップ・アルバム・オブ・ザ・イヤー）と、 第43回日本レコード大賞ベストアルバム賞をそれぞれ受賞。
- 発売時に朝日新聞の号外に見立てた広告が配られた。
- デビュー曲「Promise」、2ndシングル「U'll Be Mine」は歌い直し新録で収録。
- 「あたらしい世界」は後半のサビの部分にシングルには無かったコーラスを追加（『G10』にもこのバージョンで収録された）。

## 収録曲
1. Promise -a cappella- （4:47）
  - 作詞: 近藤聖子/作曲・編曲: 鈴木三博
初出：初収録
1stシングルの新録曲。ア・カペラになっている。
2. 永遠に （5:33）
  - 作詞: 安岡優/作曲: 妹尾武/編曲: Bryan-Michael Cox
初出：同名シングル（2000年8月23日）／『Soul Serenade』（2000年10月12日）
3. NO MORE TEARS （4:33）
  - 作詞・作曲: Thomas Ahlstrand、Stephen Evans、安岡優/編曲:小西貴雄
初出：『MO' BEAT』（1997年7月21日）
4. 八月の鯨 （4:58）
  - 作詞・作曲: 村上てつや/編曲: 田辺恵二
初出：『Vol.4』（1998年8月21日）
5. U'll Be Mine -acoustic version- （4:43）
  - 作詞: 安岡優/作曲: ゴスペラーズ/編曲: 佐々木真里
初出：初収録
2ndシングル曲の新録曲。オリジナルとは違い、演奏はピアノとギターのみというアレンジである。
6. AIR MAIL （5:42）
  - 作詞: 安岡優/作曲: 北山陽一/編曲: BANANA ICE、北山陽一
初出：シングル『待ちきれない』（1996年11月1日）
この楽曲では北山がピアノを弾いている。
7. t.4.2. (tea for two) （3:50）
  - 作詞・作曲: 酒井雄二/編曲: 高野寛、酒井雄二
初出：『MO' BEAT』（1997年7月21日）
8. 渇き （5:09）
  - 作詞・作曲: 黒沢カオル/編曲: 土方隆行、BANANA ICE
初出：『Vol.4』（1998年8月21日）
9. LOSER （4:55）
  - 作詞: 安岡優/作曲: 村上てつや、酒井雄二、安岡優/編曲: 田辺恵二
初出：『FIVE KEYS』（1999年7月23日）
オリジナルに入っていたイントロの波の音は入っていない。
10. I LOVE YOU, BABY （5:03）
  - 作詞: 安岡優/作曲: 中西圭三、小西貴雄/編曲: 小西貴雄
初出：『FIVE KEYS』（1999年7月23日）
11. あたらしい世界 （4:47）
  - 作詞: 康珍化/作曲: 北山陽一/編曲: 藤井丈司
初出：同名シングル（1998年12月12日）／『FIVE KEYS』（1999年7月23日）
12. カーテンコール （1:55）
  - 作詞: 安岡優/作曲・編曲: 北山陽一
初出：『MO' BEAT』（1997年7月21日）
13. ひとり （3:35）
  - 作詞・作曲: 村上てつや/編曲: 村上てつや、北山陽一
初出：同名シングル（2001年3月7日）

## 演奏
- ゴスペラーズ：Vocal Arrangement (#2)
  - 北山陽一：Piano (#6)
  - 酒井雄二：Programming (#7)
- J.Que：Voice, Vocal Arrangement (#2)
- 松下誠：Guitar (#3)
- 小西貴雄
  - Programming (#3)
  - Keyboards & All Instruments (#10)
- 北城浩志：Manipulate (#3)
- 山本英武：Guitars (#4)
- 佐々木真里：Piano (#5)
- 西山はんこ屋=史生：Guitar (#5)
- BANANA ICE：Programming (#6.8)
- 高野寛：Guitar, Programming (#7)
- 岸利至：Keyboards, Programming (#7)
- 土方隆行：Guitar (#8)
- 美久月千晴：Bass (#8)
- 田辺恵二：Keyboards & All Other Instruments (#9)
- バカボン鈴木：Acoustic Bass (#9)
- 吉川忠英：Acoustic Guitar (#9)
- 勝浦剛：Manipulate (#10)
- 野崎貴朗：Keyboards & Programming (#11)
- 椎野恭一：Drums (#11)
- 沖山優司：Bass (#11)
- 馬場一嘉：Guitars (#11)
- 島健：Strings Arrangement (#11)
- 金原千恵子ストリングス：Strings (#11)